# Довженко, Александр Петрович
Алекса́ндр Петро́вич Довже́нко (укр. Олекса́ндр Петро́вич Довже́нко; 11 сентября 1894, Сосницкий уезд, Российская империя — 25 ноября 1956, Переделкино, СССР) — украинский советский кинорежиссёр, писатель, кинодраматург. Основоположник украинского советского киноискусства. Народный артист РСФСР (1950), лауреат Ленинской (1959, посмертно) и двух Сталинских премий (1941, 1949).

## Биография

### Детство
Родился в многодетной крестьянской семье на хуторе Вьюнище Сосницкого уезда Черниговской губернии (ныне — в черте посёлка городского типа Сосница Черниговской области, Украина).
Предки Довженко — полтавские чумаки, поселившиеся в Соснице в середине XVIII века. Первый из Довженко, о котором известно из документов — Карп, родился в начале 1760-х годов. Сын Карпа Довженко — Григорий родился в 1786 году. Тарас Григорьевич Довженко (прадед Александра Петровича), от которого пошло сосницкое прозвище Довженко — Тарасовичи — в 1812 году. Имел двух сыновей — Семёна и Самуила. Сын Семёна Тарасовича — Пётр Семёнович — отец Александра Петровича Довженко. Прадед Тарас был прекрасным рассказчиком. Как домашний наставник, он имел большое влияние на развитие маленького Сашка.
Отец и мать были неграмотны. Из 14 детей выжило только двое — Александр и его сестра Полина, ставшая врачом. Чтобы собрать деньги на учёбу сына, отец продал одну из семи десятин земли. С восьми лет Довженко учился в приходском училище, а по его окончании в Сосницком городском училище, которое считалось «высшим начальным». Учёба давалась легко — он был отличником. Много читал.

### Юность
В 1911 году поступил в Глуховский учительский институт (ныне Глуховский национальный педагогический университет имени Александра Довженко), но не потому, что стремился стать учителем, а потому, что имел право сдавать туда экзамены, да и стипендия там была 120 рублей в год. Здесь он оказался самым молодым среди студентов и здесь, по его словам, перестал верить в Бога. На квартире товарищей тайком от педагогов познакомился с украинскими изданиями «Литературно-научный вестник» и «Нова Рада».
По окончании института в 1914 году преподавал естествознание и гимнастику, а позже из-за недостатка учителей — физику, географию, историю во Втором Житомирском высшем начальном училище. Через несколько лет Первой мировой войны уже не кричал «ура» и не бросал цветы в раненых и смотрел на них «с тоскою и стыдом».
Украинское сепаратистское буржуазное движение казалось мне в ту пору самым крайним революционным движением, самым левым, следовательно, самым лучшим: чем правее — тем хуже, что левее — тем лучше. О коммунизме я ничего не знал, и если бы меня спросили тогда, кто такой Маркс, я ответил бы, что это, пожалуй, издатель различных книг. <…> Таким образом, я вошёл в революцию не в ту дверь.
Свержение самодержавия в 1917 году встретил с «огромною стихийною радостью», но, пересмотрев юношеские взгляды, назвал это ослеплением людей, «вышедших из погреба», которых отличало «полнейшее отсутствие нормального, здорового политического образования, отсутствие малейшего представления о борьбе классов и партий вообще…»
В июне 1917 года перенёс тяжёлую операцию и больше месяца пролежал в больнице. 15 июля 1917 года Житомирское уездное по воинской повинности присутствие определило его неспособным для военной службы. Чтобы получить высшее образование, в сентябре 1917 года поступил на экономический факультет Киевского коммерческого института (ныне Киевский национальный экономический университет) и в том же году — в Академию художеств. Одновременно перевёлся учительствовать в Седьмое Киевское высшее начальное училище. По его словам, учился плохо, поскольку «не было времени».

### В годы революции и Гражданской войны
С конца 1917 года Довженко служил в рядах армии Украинской Народной Республики. Старшая сестра его первой жены рассказывала Борису Антоненко-Давидовичу, как «Довженко в конце 1917 или в начале 1918 года заходил к ним в серой шапке со шлыком, принадлежа к куреню Чёрных гайдамаков, участвовавших в штурме киевского „Арсенала“» (спустя одиннадцать лет Довженко изобразит эти события в фильме «Арсенал», но уже по другую сторону баррикад). Когда была установлена власть большевиков, вынужден был отступить в составе войск УНР в Житомир и уже потом вернулся в Киев.
В 1918 году, будучи председателем общины коммерческого института, организовал общестуденческий митинг против призыва в ряды гетманской армии. Участники демонстрации были разогнаны, около двадцати убиты, многие ранены. Академию художеств он так и не окончил, а институт, по его словам, посещал до 1920 или 1921 года.
В конце 1918 года Довженко преподавал в школе старшин армии Украинской Народной Республики в Житомире историю Украины и эстетику. 25 августа 1919 года был арестован Волынской губчека по подозрению в разведывательной деятельности в пользу армии УНР, в конце 1919 года освобождён по просьбе деятелей Украинской коммунистической партии (боротьбистов). С декабря 1919 года по апрель 1920 года служил в Волынском губвоенкомате и преподавал историю и географию в школе Красных командиров при штабе 44-й стрелковой дивизии в Житомире.
По совету В. М. Эллана-Блакитного в начале 1920 года вступил в ряды «боротьбистов». В апреле 1920 года был принят в Коммунистическую партию большевиков Украины и назначен заведующим Житомирской партийной школой, но вскоре попал в польский плен, где его подвергли, как он писал, условному расстрелу холостыми. Ему удалось бежать.

### Дипломат и художник
После установления советской власти Довженко работал секретарём Киевского губернского отдела народного образования, комиссаром Театра имени Тараса Шевченко, заведующим отделом искусств в Киеве. В апреле 1921 года он был вызван в Харьков и по приказу Наркомата иностранных дел принят на должность заведующего общим отделом Полномочного представительства УССР в Польше. Прибыв в Варшаву, Довженко возглавил миссию по репатриации и обмену военнопленными, а затем был назначен управляющим делами представительства. В начале февраля 1922 года его перевели на работу в Берлин секретарём консульского отдела представительства УССР в Германии.

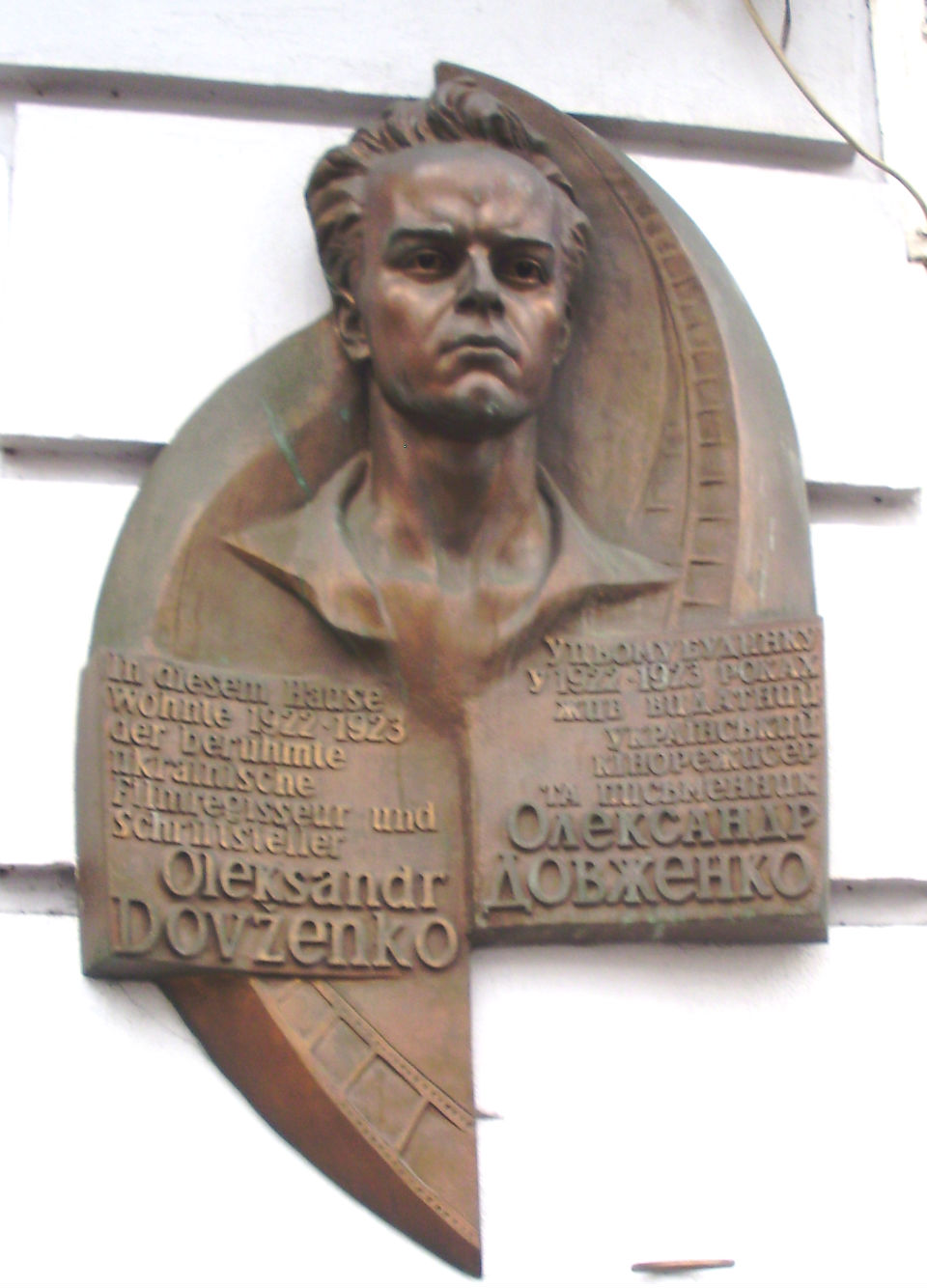
Мемориальная доска на Бисмаркштрассе, 69 в Берлине

13 февраля 1922 года Довженко подал в германское посольство в Варшаве заявку на получение вида на жительство в Германии. Как показывают немецкие документы, власти Германии с недоверием отнеслись к запросу «украинского гражданина Довженко», подозревая в нём «радикального сторонника коммунистического движения». Впрочем, в апреле того же года трёхмесячный вид на жительство был выдан, и Довженко приехал в Берлин, поселившись сначала в доме № 69 по Бисмаркштрассе, а затем перебравшись в берлинский район Вильмерсдорф, на Падерборнер штрассе, 9. По истечении срока пребывания Комиссариат по наблюдению за общественным порядком 24 июля 1922 года сообщил, что за Довженко не числится «ничего предосудительного», и вид на жительство был продлён на год. Вскоре ЦК КП(б)У принял решение отозвать его из консульского отдела, однако Довженко подал заявление с просьбой разрешить ему остаться на один год за рубежом для обучения.
Получив в качестве стипендии 40 долларов от Наркомпроса УССР, Довженко обучался в частной художественной школе Вилли Якеля, где усвоил палитру живописного экспрессионизма. Летом 1923 года был отозван на Украину.
В августе 1923 года Довженко вернулся в Харьков, который тогда был столицей Украины. Вскоре при содействии Василия Эллана-Блакитного он устроился в редакцию газеты «Известия ВУЦИК» публицистом-карикатуристом и художником-иллюстратором. Его карикатуры и дружеские шаржи с подписью «Сашко» часто появлялись в других изданиях.
Довженко посещал все спектакли Театра имени И. Франко, интересовался работой театров Мейерхольда и Курбаса и даже мечтал поставить спектакль. Он представлял себе театр как яркое, красочное действо, как самое условное и выразительное лицедейство, как искусство контрастов. Тем не менее увлечение театром скоро прошло.
Довженко был тесно связан с влиятельным в то время и ориентированным на кино литературным объединением «Гарт», созданным в январе 1923 года. Творческими и идейными вдохновителями «Гарта» были Эллан-Блакитный и Майк Йогансен. После распада «Гарта» Довженко сотрудничал с литературным сообществом «левых» украинских писателей ВАПЛИТЕ.
Продолжая работать художником, он присматривался к киноискусству. В 1924 году группой художников «Гарт» под руководством А. Довженко проводились эксперименты по созданию штриховой мультипликации. С 1925 года сотрудничал со Всеукраинским фотокиноуправлением (ВУФКУ) как плакатист и переводчик титров, создал рекламные киноплакаты («Трипольская трагедия», «Синий пакет», «Борьба гигантов»).

### Первые шаги в кино
В 1926 году Довженко начал работать на Одесской кинофабрике ВУФКУ. Юрий Яновский, который стал главным редактором кинофабрики, принял его сценарий фильма для детей «Вася-реформатор». Режиссёр Фауст Лопатинский неожиданно забросил съёмки, и директор Одесской кинофабрики Павел Нечеса предложил Довженко закончить фильм. На съёмках он познакомился с Даниилом Демуцким, тогда ещё помощником оператора, который станет его единомышленником и соратником.
Едва закончив работу над «Васей-реформатором», Довженко приступил к съемкам короткометражного фильма «Ягодка любви», сценарий которого он придумал и написал за несколько вечеров. Это была наполненная трюками эксцентрическая комедия в двух частях, снятая в Ялте за две недели.
Весной 1927 года закончилось производство фильма «Сумка дипкурьера». В нём Довженко попробовал себя и как актёр — сыграл кочегара. В печати появились первые положительные отзывы.

### Расцвет кинокарьеры
Как об интересном и самобытном мастере Довженко заявил о себе в 1928 году фильмом «Звенигора», где эпизоды украинской истории переплетались со сценами Гражданской войны, где сочетались революционный эпос, сатира и лирика. По мнению критиков, «Звенигора» ознаменовала рождение украинского кино как искусства. Позже режиссёр рассказывал:

Я не сделал картину, а пропел её, как птица. Мне хотелось раздвинуть рамки экрана, уйти от шаблонной повествовательности и заговорить языком больших обобщений.
В 1929 году Довженко снял «Арсенал» — историю восстания рабочих киевского завода в 1918 году. Тогда он сам принимал участие в тех волнениях и защищал Центральную раду в составе армии Украинской народной республики. В своей автобиографии Довженко писал, что задача, которую он ставил на съёмках «Арсенала», была «сугубо политической, партийной» — показать классовую борьбу с рабочей стороны баррикад, то есть глазами тех, против кого он в реальности выступал. В этом фильме Довженко продолжил создание своего уникального языка на стыке поэтического и реалистического кино. По размаху и эпичности действия «Арсенал» не уступает «Звенигоре» — массы людей, множество рядовых смертей и одна грандиозная в финале фильма, когда герой с обнажённой грудью принимает удар врага.
В 1930 году вышел фильм «Земля», в котором Довженко новаторским киноязыком рассказал о борьбе за коллективизацию, о социальных процессах, которые ломали устои крестьянской жизни. Фильм был подвергнут серьёзной критике за «биологизм», «пантеизм», «натурализм», «идеализм» и «абстрактный гуманизм». В апреле 1930 года постановлением Оргбюро ЦК ВКП(б) его демонстрация была приостановлена «впредь до внесения Культпропом ЦК ВКП(б) соответствующих поправок в картину, исключающих порнографические и иные, противоречащие советской политике элементы». Полный вариант фильма с крестьянами, заправляющими радиатор трактора собственной мочой, и обнажённой невестой убитого комсомольца вышел в широкий прокат спустя сорок лет. В 1958 году во время Всемирной выставки в Брюсселе в результате опроса ста кинокритиков и киноведов фильм «Земля» был признан одним из десяти лучших фильмов, созданных за все годы существования киноискусства.

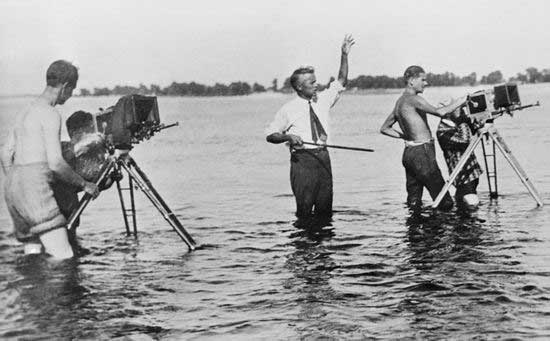
Довженко на съёмках фильма «Иван». 1932

В 1932 году первый звуковой фильм Довженко «Иван» о строительстве Днепрогэса вызвал на Украине крайне негативную реакцию. В нём впервые возникла тема необратимого слома многовекового народного уклада, символом которого стал образ плотины, преградившей движение реки по извечному пути.
В 1933 году по распоряжению Сталина Довженко переехал в Москву. В апреле 1934 года он написал Сталину письмо, предложив ему послушать сценарий нового фильма «Аэроград». Сталин принял его «ровно через двадцать четыре часа после того, как письмо было опущено в почтовый ящик»:

Сталин так тепло и хорошо, по-отечески представил меня товарищам Молотову, Ворошилову и Кирову, что мне показалось, будто он давно и хорошо меня знает. И мне стало легко… Я понял, что его интересует не только содержание сценария, но и профессиональная, производственная сторона нашего дела. Расспрашивая меня о Дальнем Востоке, товарищ Сталин спросил, могу ли я показать на карте место, где я бы построил город, если бы был не режиссёром, а строителем. Мне показалось, что сама идея создания совершенно нового города на Дальнем Востоке, пусть даже в экранной проекции представлялась моим собеседникам весьма заманчивой… Я ушёл от товарища Сталина с просветлённой головой, с его пожеланием успеха и обещанием помощи.
Сталин обязал Управление военно-воздушных сил оказать режиссёру всяческое содействие и лично следил за ходом съёмок «Аэрограда». Вождю понравился этот оборонный фильм, в котором главные герои противостояли японским шпионам-диверсантам и их агентам-кулакам. Он сделал лишь одно замечание: «Только старик-партизан говорит у вас слишком сложным языком, речь таёжника ведь проще». Впоследствии Сталин не раз приглашал Довженко к себе на просмотр новых фильмов, интересовался его мнением о них, консультировался с ним.
В марте 1935 года по поручению Сталина Главное управление кинофотопромышленности премировало его персональным автомобилем. Тогда же в числе ведущих кинорежиссёров он был награждён орденом Ленина. При вручении награды на заседании Центрального Исполнительного Комитета СССР Сталин сказал: «За ним долг — украинский Чапаев».
Работа над фильмом «Щорс» продолжалась четыре года. Сталин принял его, не сделав ни одного замечания. После просмотра он повёз Довженко домой, и они долго гуляли по ночным улочкам старого Арбата. «Щорс» вышел на экраны в 1939 году и с успехом обошёл кинотеатры страны, хотя и был принят не так восторженно, как «Чапаев». В 1941 году Довженко получил за этот фильм Сталинскую премию I степени.
Осенью 1939 года, после присоединения Западной Украины к СССР Довженко был командирован в Галицию на съёмки фильма об «освободительном походе» Красной Армии. Фильм «Освобождение украинских и белорусских земель от гнёта польских панов и воссоединение народов-братьев в единую семью» вышел на экраны 25 июля 1940 года на русском и украинском языках. 16 октября 1940 года Довженко был назначен художественным руководителем Киевской киностудии художественных фильмов.
В мае 1941 года на расширенном совещании по кино, созванном по инициативе ЦК ВКП(б), он выступил с резкой критикой системы руководства отраслью и выдвинул предложение о децентрализации управления и расширении прав республиканских киностудий и кинематографий союзных республик. В предвоенный период работал над воплощением «Тараса Бульбы». Проект не был реализован. Актёр Николай Дупак вспоминал:

В июне 1941 мне было 19 лет, и я снимался в роли Андрея в кинофильме «Тарас Бульба» у Довженко. Началась война. Ещё несколько дней мы собирались сниматься, но потом началась запись в народное ополчение. В него, кроме меня, вступили и сам Александр Петрович, и Борис Андреев, и Пётр Алейников. Отправили нас под Новоград-Волынский.— Из воспоминаний Николая Дупака
В июле 1941 года Довженко приказали эвакуироваться, и он вместе с женой, Юлией Солнцевой, выехал в Уфу, а осенью переехал в Ашхабад, куда была эвакуирована Киевская киностудия. Вскоре он всё же добился призыва в действующую армию в качестве военного корреспондента. В феврале 1942 года в звании полковника его направили на Юго-Западный фронт, где он писал рассказы, статьи, тексты для листовок. На следующий день после публикации в газете «Красная звезда» его рассказа «Ночь перед боем» в редакцию позвонил секретарь ЦК ВКП(б): «Передайте Довженко благодарность Сталина за рассказ. Он сказал народу, армии то, что теперь крайне необходимо было сказать».
В годы войны Довженко также снял два документальных фильма — «Битва за нашу Советскую Украину» (1943) и «Победа на Правобережной Украине» (1945). Историк кино Джей Лейда отмечал, что в «Битве за нашу Советскую Украину» Довженко использовал материал, который «в руках любого другого режиссёра выглядел бы недопустимо чуждым теме фильма»: 

Величайший в истории киноискусства поэт и философ Александр Довженко, приняв художественное руководство над созданием большой документальной киноэпопеи, внёс в этот, казалось бы, давно сложившийся жанр художническую страстность, опрокинувшую все выработанные устои.— Джей Лейда, «Из фильмов — фильмы» 1966
Летом 1943 года Довженко написал киноповесть «Украина в огне», рассказав правду о советском бюрократизме и халатности, которые в военное время привели к гибели на Украине сотен и тысяч неповинных людей. Сталину повесть не понравилась. Она была запрещена для печати и для постановки с формулировкой, что «это вылазка против нашей партии, против Советской власти, против колхозного крестьянства, против нашей национальной политики».
В феврале 1944 года Довженко был освобождён от должности художественного руководителя Киевской киностудии и назначен режиссёром «Мосфильма». В 1945 году по приглашению армянских кинематографистов под его художественным руководством был снят документальный фильм «Страна родная». В титрах Довженко по его личной просьбе значится только автором дикторского текста, однако текстом его роль не ограничилась. Фильм был смонтирован и даже доснят по его указаниям. В Москве, несмотря на опалу, Довженко позволили поставить фильм о жизни садовода-селекционера Ивана Мичурина «Жизнь в цвету». Съёмки совпали с кампанией по разоблачению генетики и «вейсманистов-морганистов». После реплики Сталина «Лысенко — это Мичурин сегодня» фильм должен был показать Мичурина как предшественника Лысенко. Во время работы у Довженко случился инфаркт. В попытках удовлетворить требования цензуры сценарий переписывался, фильм переснимался и перемонтировался и вышел на экраны только в 1949 году под названием «Мичурин». Искалеченный в угоду идеологии, фильм всё же стал новым этапом в формировании биографического жанра в советском киноискусстве, картине была присуждена Сталинская премия II степени.

Могила А. П. Довженко на Новодевичьем кладбище

Драматичной оказалась и судьба последней работы режиссёра — фильма «Прощай, Америка!» по мотивам книги «Правда об американских дипломатах» Аннабеллы Бюкар, сотрудницы посольства США, попросившей в 1949 году политического убежища в СССР. Довженко пытался снять идеологически выдержанный агитационный памфлет, однако посреди съёмок фильм был снят с производства со следующей мотивировкой: «международная политика вошла в такую стадию, на которой он был уже не нужен».
С 1949 года Довженко преподавал во ВГИКе, продолжал работать над сценариями будущих фильмов и приступил к написанию романа-эпопеи «Золотые ворота», в котором хотел переосмыслить ключевые моменты украинской истории. Осенью 1951 года он побывал на строительстве Каховской гидроэлектростанции на Днепре и под впечатлением от увиденного решил снять фильм, посвящённый силе человеческого духа. Работа над сценарием продолжалась пять лет.
Довженко скончался 25 ноября 1956 года от инфаркта на своей даче в Переделкино, накануне первого съёмочного дня фильма «Поэма о море». Похоронен в Москве на Новодевичьем кладбище (участок № 3).
Вдова кинорежиссёра Юлия Солнцева передала архив Довженко в Российский государственный архив литературы и искусства.

## Дело «Запорожец» ОГПУ — НКВД — НКГБ — МГБ
С 1928 по 1946 год Довженко находился под пристальным наблюдением органов госбезопасности как Украины, так и СССР, что следует из рассекреченных агентурно-оперативных материалов дела-формуляра «Запорожец» ОГПУ — НКВД — НКГБ — МГБ. Режиссёра «разрабатывала» многочисленная агентура в основном из творческой среды и близкого окружения — коллег, друзей и приятелей и даже его односельчанин Василий Потиенко, один из лидеров Украинской автокефальной православной церкви 1920-х годов, осведомитель ОГПУ — НКВД «Сорбонин». Среди осведомителей были близкий друг, писатель «Уманский», приятель, харьковский «митець» «Стрела» (по словам чекистов, «видный украинский писатель», бывший член ВАПЛИТЕ), композитор «Чёрный», писатель «Павленко», учёный «Философ», кинооператоры «Тимофеев» и «Самойлов», шофёр «Алексин» и многие другие.

Знакомясь с этими наконец-то рассекреченными документами, мы должны постоянно помнить об их происхождении: это служебные записки, доносы, иногда писавшиеся под диктовку заказчика. <…> Таким образом, далеко не все приведённые факты являются истиной в последней инстанции и отнюдь не всё надо принимать на веру. «Документы врут как люди», — заметил как-то Юрий Тынянов. И был прав. Не следует забывать и о специфических обстоятельствах работы советских спецслужб: чаще всего их интересовала не информация, а диффамация, конечной целью которой становилось моральное преследование, а то и физическая ликвидация. Тут правда перемешана с ложью, а реальность уступает место измышлениям. Читая их, не будем забывать и о том, что за этими документами стоят живые люди, и они, естественно, разные, и отношение к Александру Довженко у них разное: одни уважали его и по возможности выгораживали, другие ненавидели и сознательно топили.— Леонид Череватенко об агентурно-оперативных материалах дела, «Киноведческие записки», № 77, 2006 г.
17 июня 1940 года нарком внутренних дел СССР Лаврентий Берия, ознакомившись с делом «Запорожца», приказал взять его в более активную агентурную разработку, применив перлюстрацию корреспонденции, наружное наблюдение, прослушивание телефонных каналов и другие «литерные мероприятия». По заданию НКВД СССР для участия в разработке из Москвы в Киев приезжали кинематографисты «Гринвальд», «Альберт», «Верова», «Викторов», «Журналист». К «изучению» режиссёра был также привлечён «суперагент» советской спецслужбы Николай Глущенко («Художник», «Ярёма»), во время войны негласно числившийся в аппарате 4-го Управления НКГБ СССР.
Дело Довженко велось по подозрению в участии в «украинском контрреволюционном националистическом подполье». Националистические настроения режиссёра особо подчёркивались в докладной записке НКВД УССР в Москву «Об активизации антисоветской деятельности националистических элементов среди работников фронта науки и культуры на Украине» от февраля 1941 года. Осведомители, в частности, отмечали, что Довженко «резко осуждает всю систему советского воспитания — школу, комсомол, общественные организации, цензуру в искусстве и „весь тон жизни“», догматику официальной идеологии, яростно и уничижительно критикует партийных и кинематографических чиновников, коллег-«трусов», воспевающих советскую действительность. Тем не менее режиссёр довольно долго продолжал пользоваться поддержкой властей.

## Фильмография
Режиссёр
- 1926 — Вася-реформатор (в соавторстве; считается утраченным)
- 1926 — Ягодка любви
- 1927 — Сумка дипкурьера
- 1928 — Звенигора
- 1929 — Арсенал
- 1930 — Земля
- 1932 — Иван
- 1935 — Аэроград
- 1939 — Щорс
- 1940 — Освобождение
- 1940 — Буковина — земля украинская (документальный)
- 1943 — Битва за нашу Советскую Украину
- 1944 — Победа на Правобережной Украине (документальный)
- 1945 — Страна родная (документальный; художественный руководитель и автор дикторского текста)
- 1948 — Мичурин
- 1951 — Прощай, Америка! (не завершён)[комм. 3]

Сценарист
- 1926 — Вася-реформатор
- 1926 — Ягодка любви
- 1940 — Освобождение
- 1940 — Буковина — земля украинская (документальный)
- 1943 — Битва за нашу Советскую Украину
- 1945 — Страна родная
- 1945 — Победа на Правобережной Украине
- 1951 — Прощай, Америка!
- 1958 — Поэма о море (поставлен Ю. Солнцевой)
- 1960 — Повесть пламенных лет (поставлен Ю. Солнцевой)
- 1965 — Зачарованная Десна (поставлен Ю. Солнцевой)

## Премии и награды
- 1934 — Особое упоминание фильма «Иван» среди фильмов советской кинопрограммы, удостоенной приза на МКФ в Венеции[46];
- 1935 — орден Ленина — за особые заслуги в области создания и развития советской кинематографии[30];
- 1940 — заслуженный деятель искусств Украинской ССР[47];
- 1941 — Сталинская премия I степени — за фильм «Щорс» (1939)[47];
- 1943 — орден Красного Знамени[48];
- 1949 — Сталинская премия II степени — за фильм «Мичурин» (1948)[47][49];
- 1949 — премия за лучший цветной фильм на IV МКФ в Марианских Лазнях (Чехословакия) — за фильм «Мичурин» (1948)[50];
- 1949 — премия труда на II МКФ трудящихся в Готвальдове (Чехословакия) — за фильм «Мичурин» (1948)[50];
- 1950 — народный артист РСФСР[51];
- 1955 — орден Трудового Красного Знамени[48];
- 1959 — Ленинская премия — за литературный сценарий фильма «Поэма о море» (посмертно)[47].

## Наследие и память
Дневники Довженко

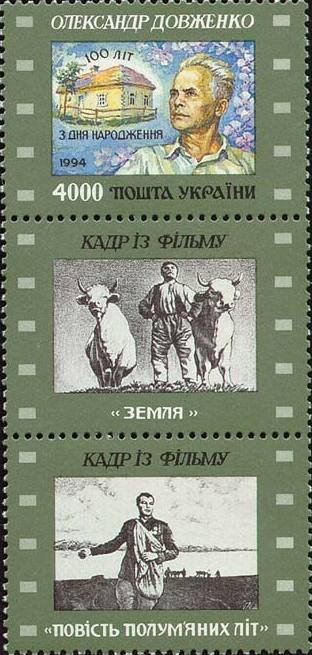
Почтовая марка Украины. 100 лет со дня рождения Александра Петровича Довженко (1894—1956)

Дневники Довженко впервые изданы в середине 1960-х годов в собраниях сочинений — сначала на украинском, а затем, почти одновременно, также и на русском языке. По свидетельству киноведа Сергея Тримбача, для поколения «шестидесятников» и тех, кто входил в жизнь вслед за ними, эти дневники стали культурной сенсацией. В 1970-х и 1980-х годах последовали переиздания с небольшими изменениями и дополнениями. Записи делились на две части — одни как записные книжки, другие — как собственно дневники. В 1990 году писатель Александр Пидсуха, редактор V тома украинского пятитомника 1966 года, опубликовал дневник уже без подобного разделения, отметив со слов Юлии Солнцевой, что это «полный текст дневниковых записей (1941—1956)».
По воспоминанимям директора музея киностудии имени Довженко Татьяны Деревянко, все несданные в ЦГАЛИ материалы Юлия Солнцева хранила в сейфе, у себя в квартире на Кутузовском проспекте. Однажды они вместе сортировали записи по персоналиям, и Деревянко особенно запомнились две папки — «Сталин» и «Берия». Но после смерти Солнцевой следы этих папок затерялись. При этом в фонде Довженко в РГАЛИ есть три единицы хранения, связанные со Сталиным, две из которых были долгое время закрытыми. Закрытым был и весь текст дневника — Солнцева распорядилась, чтобы в течение 50 лет никто не мог пользоваться довольно большой частью архива Довженко. Опубликованные дневниковые записи выдавались лично Солнцевой или по её указанию. До 2009—2010 годов о полной публикации речи быть не могло. Полный — без изъятий — текст «Дневниковых записей (1939—1956)» Александра Довженко издан Харьковским издательством «Фолио» в 2013 году.
Прежние публикации дневников начинались с записей 1943 или 1941 года (как в издании 1990 года). Вёл ли Довженко записи дневникового характера в 1920—1930-е годы, неясно. Рассказывая однажды о работе над фильмом «Земля», Юлия Солнцева заметила: «У меня сохраняются его дневниковые записи по фильму. Однако я не хочу их пока что печатать, как и многое другое». Позднее Деревянко опубликовала эти записи о работе над «Землёй». В фондах музея Киностудии имени Довженко сохранились несколько страниц дневника, переписанные её рукой. При подготовке дневника к печати сотрудники РГАЛИ в фонде Довженко ничего подобного не нашли. Что касается записей 1940-х годов, Пидсуха писал, что после заседания в ЦК ВКП(б) с участием Сталина, на котором киноповесть «Украина в огне» подверглась жесточайшей критике, «как рассказывает жена художника, Александр Петрович уничтожил три записных книжки». Как предполагает Сергей Тримбач, судьба других рукописей дневникового характера могла быть похожей:

Над Довженко не раз сгущались тучи — и в начале 1930-х, и в 1937-м. Нетрудно представить, что в подобных случаях опасные свидетельства неблагонадёжности предавались огню. Ну и, наверняка, что-то погибло в оставленной Довженко и Солнцевой киевской квартире во время немецкой оккупации 1941—1943 годов.
Многие из своих замыслов Довженко так и не успел реализовать: «Женитьба Капки» (1925), «Герои» (1926), «Потерянный и возвращённый рай» (1935), «Тарас Бульба» (1941), «Украина в огне» (1943), «Открытие Антарктиды» (1952), «В глубинах космоса» (1954). Вдова, режиссёр Юлия Солнцева, сняла по его сценариям фильмы «Поэма о море» (1958), «Повесть пламенных лет» (1960) и «Зачарованная Десна» (1964).

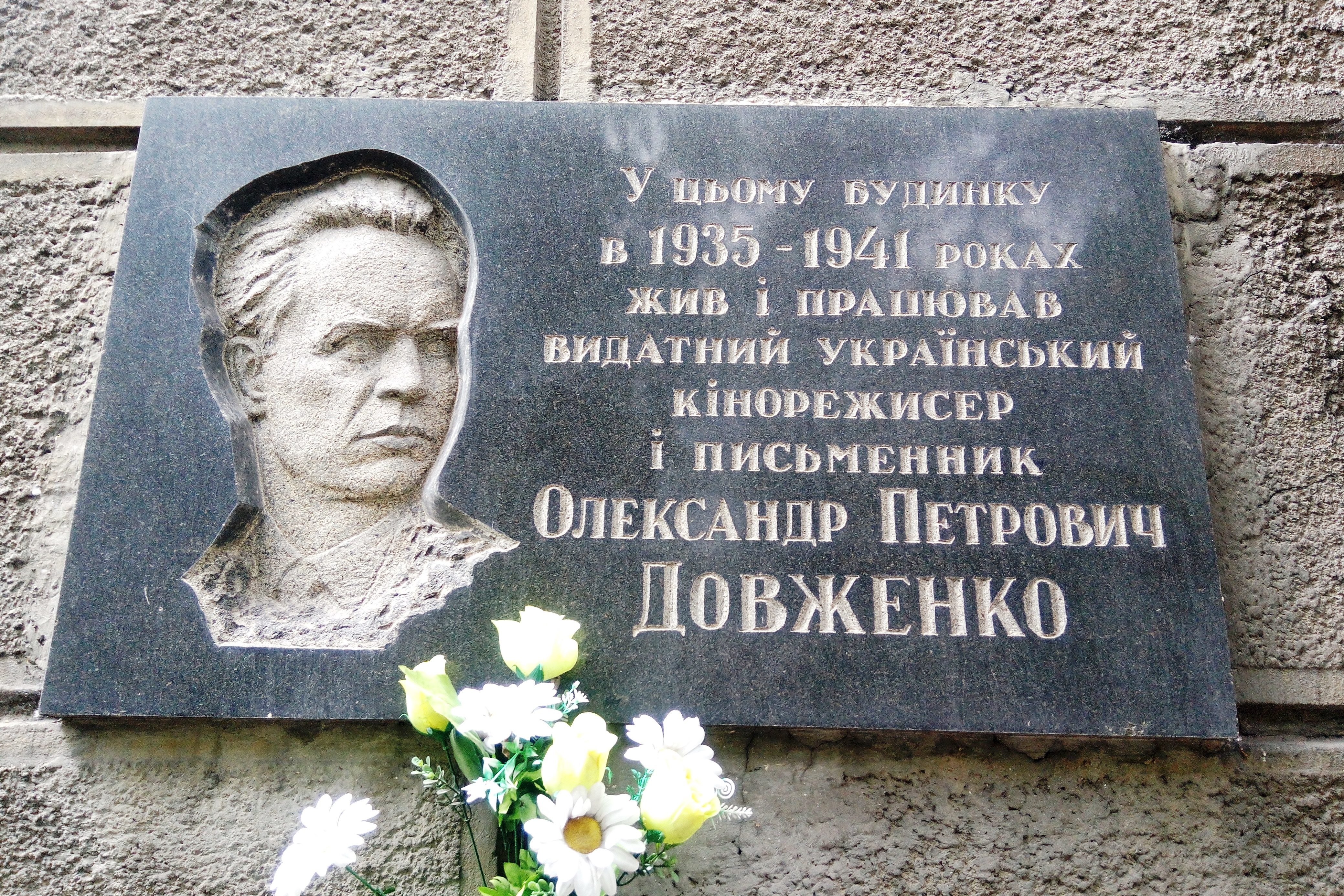
Мемориальная доска на улице Шелковичной, 10 в Киеве

В 1957 году Киевской киностудии художественных фильмов было присвоено имя Александра Довженко. В 1960 году на здании киностудии и на доме № 10 по ул. Шелковичной (бывшая Карла Либкнехта), где Довженко жил в 1935—1941 годах, были установлены мемориальные доски (скульптор Макар Вронский).

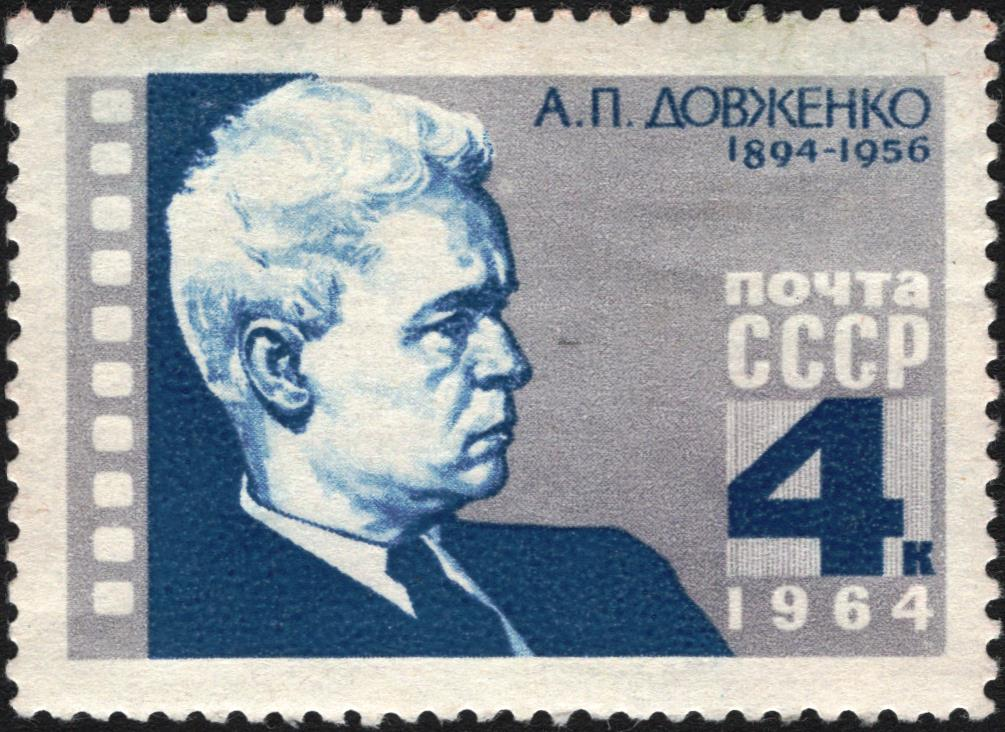
Почтовая марка СССР, 1964

В 1960 году в Соснице Черниговской области был открыт литературно-мемориальный музей Александра Довженко. В простой сельской хате до сих пор висит его колыбель.

Памятник А. П. Довженко в Новой Каховке

В 1964 году по случаю 70-летия со дня рождения на территории Киевской киностудии был установлен бюст Александра Довженко (скульптор Леонид Козуб), а на главном здании Одесской киностудии была открыта мемориальная доска.
В 1965 году в Соснице на территории музея был установлен бюст Александра Довженко (скульптор Леонид Козуб).
В 1966 году в издательстве «Искусство» вышел первый том четырёхтомного собрания сочинений Александра Довженко.
В 1972 году учреждена Золотая медаль имени А. П. Довженко «За лучший военно-патриотический фильм».
В 1974 году в Соснице перед входом на территорию музея был установлен памятник молодому Довженко (скульптор Анатолий Фуженко).
В 1994 году по случаю столетия со дня рождения режиссёра Указом президента Украины была учреждена Государственная премия в области кинематографии имени А. Довженко. В том же году Указом президента Украины был создан «Национальный центр Александра Довженко», в задачу которого входит сбор, хранение и популяризация украинских фильмов. В Новой Каховке (ул. Ленина, 25) и в Берлине (Бисмаркштрассе, 69) на домах, где жил Довженко, установлены мемориальные доски.
В 1994 году в честь кинорежиссёра назван астероид (4520) Довженко, открытый в 1977 году советским астрономом Н. С. Черных.
В 2012 году в Новой Каховке в городском парке отдыха у Днепра открыт памятник Довженко (скульпторы — Николай Рашевский и Владимир Потребенко).
В сентябре 2020 года в День посёлка в Соснице открыт памятник, посвящённый Александру Довженко.
Именем Довженко названы улицы в Москве (1974), Волгограде, Киеве, Одессе, Львове, Новой Каховке и Донецке.

## Комментарии
1. ↑  Впоследствии, в период пребывания за границей в 1922—1923 годах А. Довженко был исключён из Коммунистической партии Украины из-за утери документов. Исключение он пережил очень тяжело, но не стал подавать заявление о вступлении заново[12].
2. ↑  Фильм «Поэма о море» впоследствии поставила вдова кинорежиссёра Юлия Солнцева.
3. ↑  Архивная реконструкция фильма с сохранившегося в Госфильмофонде Российской Федерации позитива была предпринята совместно с «Мосфильмом» в 1995 году, первый показ картины «Прощай, Америка!» состоялся в январе 1996 года[44][45].